# Thomas Roscoe Rede Stebbing
Thomas Roscoe Rede Stebbing est un prêtre et un naturaliste britannique, né le 6 février 1835 à Londres et mort le 8 juillet 1926 à Royal Tunbridge Wells.

## Biographie
Il est le fils du poète, historien et homme d’Église Henry Stebbing (1799-1883). Il fait ses études au King’s College de Londres où il obtient son Bachelor of Arts en 1855. Il est ordonné prêtre en 1859. Il complète ses maigres revenus en devenant précepteur notamment à Reigate à partir de 1863. Là, il rencontre le botaniste et entomologiste William Wilson Saunders (1809-1879) et se marie avec sa fille, Mary Anne, en 1867. Le jeune couple emménage alors à Torquay où il retrouve un groupe de naturalistes parmi lequel le géologue William Pengelly (1812-1894).
C’est à ce moment, qu’il découvre la théorie de l’évolution de Charles Darwin (1809-1882) et en devient un ardent défenseur. Il fait paraître de très nombreuses publications pour analyser et défaire les arguments des opposants. Pour Stebbing, Darwin a changé le monde et créé une ère nouvelle.
En 1877, la famille Stebbing emménage à Tunbridge Wells afin de se rapprocher des étudiants londoniens et de trouver plus d’élèves pour ses leçons. Cela lui permet aussi de fréquenter plus assidûment les cercles scientifiques, les bibliothèques et les muséums de la capitale. Stebbing fait paraître environ 180 publications scientifiques, principalement sur les crustacés. Sa réputation est établie lorsqu’il étudie la collection constituée par Sir Charles Wyville Thomson (1830–1882) lors du voyage de l'HMS Challenger (1873-1876). Stebbins fait paraître un travail de 600 pages consacrés aux amphipodes.
Il devient membre de la Société linnéenne de Londres en 1895 et de la Royal Society en 1896. Il reçoit la médaille d’or de la Société linnéenne en 1908.

## Source
- Biographie en anglais sur le site du King’s College de Londres